# 梅爾茨冰川
67°30′S 144°45′E / 67.500°S 144.750°E

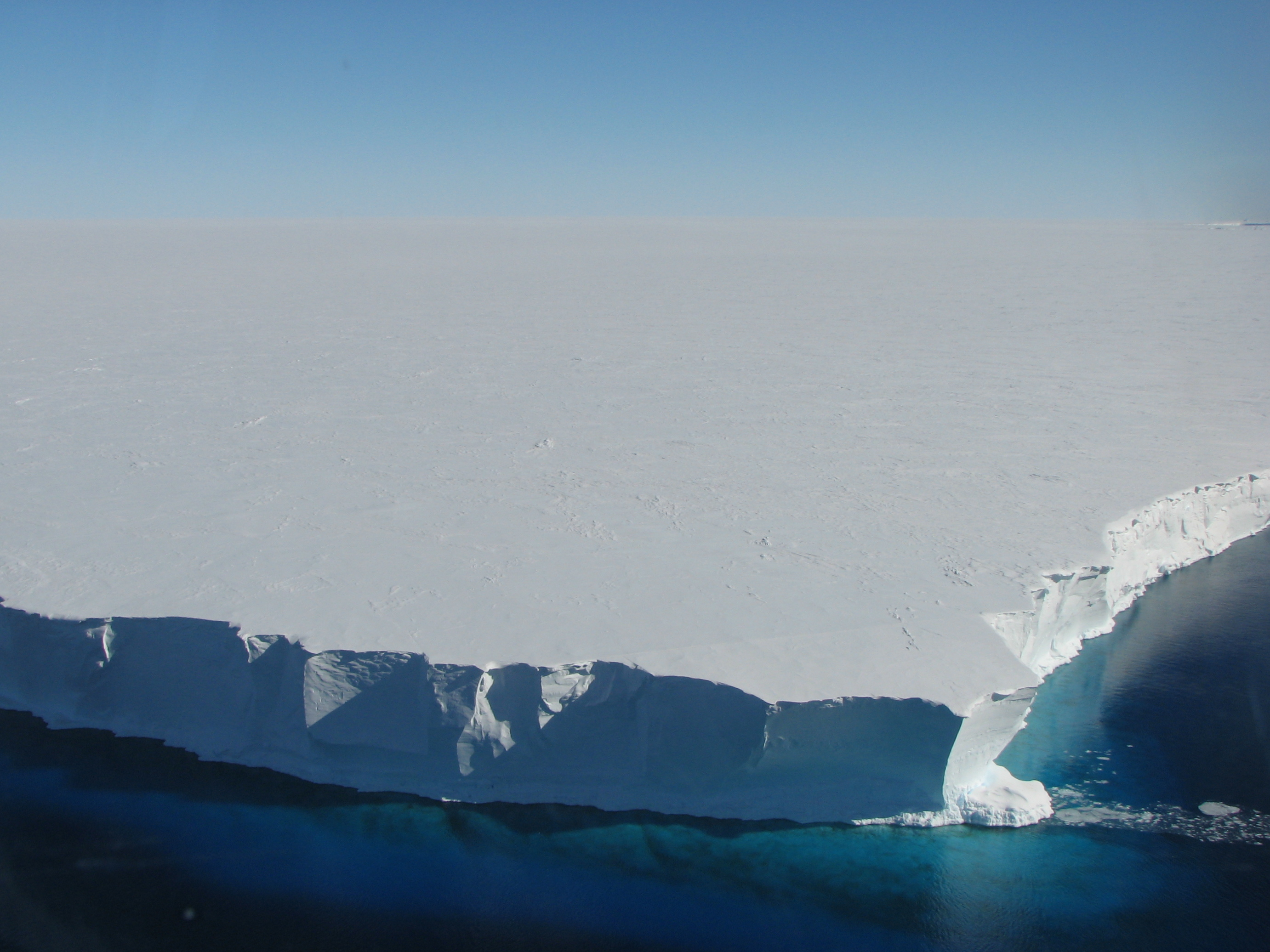

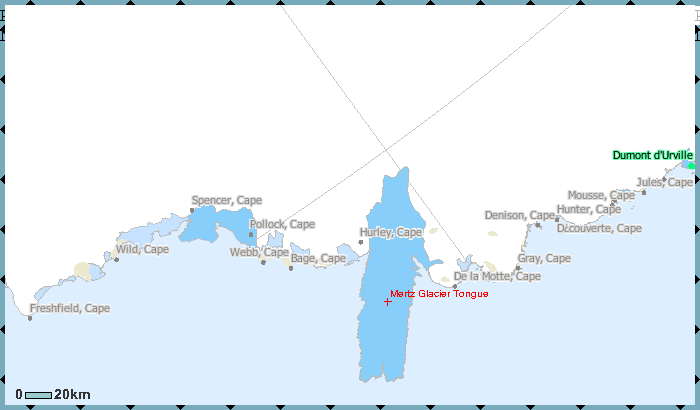

梅爾茨冰川是南極洲的冰川，位於喬治五世海岸，長72公里、寬32公里，最終注入南大洋，以瑞士探險家命名，現時由南極條約體系管理。